# سیارک ۲۰۳۶۱
سیارک ۲۰۳۶۱ (به انگلیسی: 20361 Romanishin، نامگذاری:1998JD3) بیست هزار و سیصد و شصت و یکمین سیارک کشف شده‌است که در ۱ مه ۱۹۹۸ کشف شد.
قدر مطلق سیارک برابر ۲۰.۴ است.